# Open GDF Suez Seine-et-Marne 2014
L'Open GDF Suez Seine-et-Marne 2014 è stato un torneo di tennis facente parte della categoria ITF Women's Circuit nell'ambito dell'ITF Women's Circuit 2014. Il torneo si è giocato a Croissy-Beaubourg in Francia dal 24 al 30 marzo 2014 su campi in cemento indoor e aveva un montepremi di $50,000.

## Partecipanti

### Teste di serie
| Nazionalità   | Giocatrice        | Ranking* | Testa di serie |
| ------------- | ----------------- | -------- | -------------- |
| Serbia        | Vesna Dolonc      | 116      | 1              |
| Polonia       | Magda Linette     | 118      | 2              |
| Italia        | Nastassja Burnett | 123      | 3              |
| Rep. Ceca     | Kristýna Plíšková | 130      | 4              |
| Francia       | Claire Feuerstein | 138      | 5              |
| Tunisia       | Ons Jabeur        | 140      | 6              |
| Liechtenstein | Stephanie Vogt    | 145      | 7              |
| Svezia        | Sofia Arvidsson   | 146      | 8              |

- Ranking al 17 marzo 2014.

### Altre partecipanti
Giocatrici che hanno ricevuto una wild card:
- Alix Collombon
- Océane Dodin
- Myrtille Georges
- Ljudmyla Kičenok

Giocatrici che sono passate dalle qualificazioni:
- Elizaveta Kuličkova
- Sofia Shapatava
- Tereza Smitková
- Jasmina Tinjić

## Vincitrici

### Singolare
Claire Feuerstein ha battuto in finale  Renata Voráčová con il punteggio di 6–3, 4–6, 6–4

### Doppio
Margarita Gasparjan /  Ljudmyla Kičenok hanno battuto in finale  Kristina Barrois /  Eléni Daniilídou con il punteggio di 6–2, 6–4